# Siergiej Łazariew (filozof)
Siergiej Nikołajewicz Łazariew (ur. 4 września 1952 w Jejsku) – rosyjski autor książek z zakresu religii, pedagogiki, parapsychologii, bioenergoterapii, medycyny i duchowości. Jego wywody dotyczą głównie chorób, przyczynę których upatruje w zaburzeniach pól energetycznych, które z kolei pochodzą od popełnianych przez długi okres błędów w zachowaniu się determinowanych przez cechy charakteru człowieka, którego przejawem są negatywne uczucia i emocje powstające przy najróżniejszych sytuacjach życiowych.

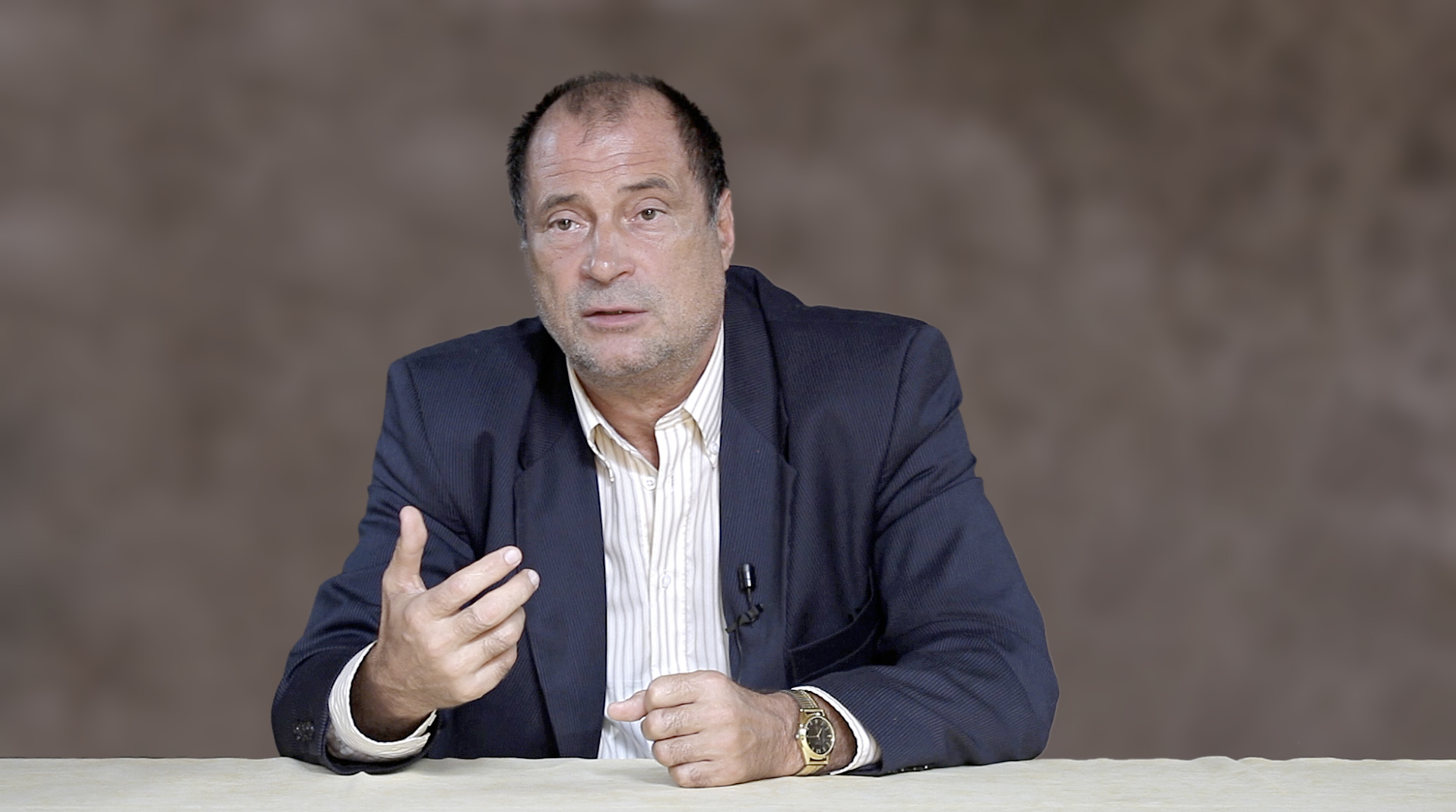
Siergiej Nikołajewicz Łazariew (2011)

## Publikacje
- 40 pytań o duszę, los i zdrowie
- Człowiek przyszłości t. 1-4
- Diagnostyka karmy t. 1-12
- Lekarstwo na wszystkie choroby
- Oblicza pychy
- Tajemnice rodzinnego szczęścia
- Uzdrowienie duszy
- Zdrowie człowieka